# Jean-Marc Salinier
Jean-Marc Salinier, né le 3 mai 1944 à Libourne et mort le 20 janvier 2002 aux Ulis, est un homme politique français. Membre du Parti socialiste, il est député de la cinquième circonscription de l'Essonne et conseiller général du canton des Ulis.

## Biographie
Jean-Marc Salinier est né le 3 mai 1944 à Libourne, il est décédé le 20 janvier 2002 aux Ulis d'un infarctus du myocarde.
Jean-Marc Salinier est cadre supérieur à La Poste.
Jean-Marc Salinier est élu conseiller général du canton des Ulis lors des élections cantonales de 1988, il est réélu lors des élections cantonales de 1994 avec 65,68 % des suffrages. Il est député de la cinquième circonscription de l'Essonne à la suite de la démission de Michel Pelchat élu sénateur. Lors des élections législatives de 1997, il est battu par Pierre Lasbordes avec 49,86 % des voix. Lors des élections cantonales de 2001, il est réélu avec 65,59 % des voix.
Du 1er septembre 1997 au 31 août 1999, Jean-Marc Salinier siégea au Conseil économique et social dans la section des activités productives, de la recherche et de la technologie.

## Sources
1. 1 2 3  Fiche de Jean-Marc Salinier pour la dixième législature sur le site de l'Assemblée nationale. Consulté le 27/12/2010.
2. ↑  Fiche de Jean-Marc Salinier sur le site de l'Assemblée nationale. Consulté le 27/12/2010.
3. ↑  Article Dernier hommage à Jean-Marc Salinier paru le 24 janvier 2002 sur le site du quotidien Le Parisien. Consulté le 27/12/2010.
4. ↑  « Résultats de l'élection cantonale de 1994 dans le canton des Ulis sur le site du quotidien Le Figaro. »(Archive.org • Wikiwix • Archive.is • Google • Que faire ?) Consulté le 27/12/2010.
5. ↑  Résultats de l'élection législative de 1997 dans la cinquième circonscription de l'Essonne sur le site de l'Institut d'études politiques de Paris. Consulté le 27/12/2010.
6. ↑  Résultats de l'élection cantonale de 2001 dans le canton des Ulis sur le site du ministère de l'Intérieur. Consulté le 27/12/2010.
7. ↑  Décret du 7 octobre 1997 portant désignation de personnalités appelées à siéger dans les sections du Conseil économique et social sur le site officiel de l'institution. Consulté le 27/12/2010.